# Otok svetega Pavla
Otok svetega Pavla (Île Saint-Paul) je otok, ki je del francoskih južnih in antarktičnih dežel (Terres australes et antarctiques françaises, TAAF) v Indijskem oceanu s površino 6 km². Otok leži približno 90 km južno od večjega otoka Amsterdam 55 km², 1300 km severovzhodno od Kerguelenovih otokov in 3000 km jugovzhodno od Réuniona.
Je pomembno mesto za razmnoževanje morskih ptic. Znanstveno raziskovalna koča na otoku se uporablja za znanstvene ali krajše ekološke akcije, vendar na otoku ni stalne populacije. Je pod vodstvom višjega administratorja na Réunionu.

## Geografija
Otok svetega Pavla je vulkanski otok trikotne oblike, ki ne meri več kot 5 km na najširši točki. Je vrh aktivnega vulkana; vulkan je zadnjič bruhal leta 1793 (z JZ boka) in je skalnat s strmimi pečinami na vzhodni strani. Tanek sloj kamnine, ki je nekoč zapiral krater, se je zrušil leta 1780 in spustil morje skozi 100 metrski kanal; vhod je globok le nekaj metrov, zato lahko v krater vstopijo le zelo majhne ladje ali čolni. Notranji bazen, 1 km širok in 50 m globok, je obdan s strmimi stenami do 270 m visoko. Obstajajo aktivni termalni vrelci.
Otok je antipod okrožja Cheyenne v Koloradu, enega redkih krajev v celinskih Združenih državah z neoceanskim antipodom.

## Zgodovina

### Zgodnja opažanja
Otok svetega Pavla so leta 1559 prvič odkrili Portugalci. Otok so kartirali, podrobno opisali in posneli na slikah člani posadke Nau São Paulo, med njimi oče Manuel Álvares in kemik Henrique Dias. Álvares in Dias sta pravilno izračunala zemljepisno širino kot 38° južno. Ladji je poveljeval Rui Melo da Câmara in je bila del portugalske indijske armade, ki ji je poveljeval Jorge de Sousa. Ladja São Paulo, ki je prevažala tudi ženske in je odplula iz Evrope ter se ustavila v Braziliji, bo predmet dramatične in ganljive zgodbe o preživetju, potem ko je potonila južno od Sumatre.
Naslednje potrjeno opazovanje je izvedel Nizozemec Harwick Claesz de Hillegom 19. aprila 1618. V 17. stoletju so otok opazovali še naprej. Eden njegovih prvih podrobnih opisov in morda prvi pristanek je decembra 1696 naredil Willem de Vlamingh.

### 19. stoletje
V času jadrnic so kapitani občasno uporabili otok za preverjanje svoje navigacije, preden so se odpravili proti severu. Otok so v 18. in 19. stoletju občasno obiskali raziskovalci, ribiči in lovci na tjulnje, med katerimi je bil tudi ameriški lovec na tjulnje General Gates, ki je na otok pristal aprila 1819. Georgea Williama Robinsona, ameriškega lovca na tjulnje, so pustili na otoku, da bi lovil tjulnje, in tam je ostal 23 mesecev, dokler se general Gates ni vrnil ponj marca 1821. Robinson se je nato leta 1826 vrnil na otok svetega Pavla, da bi nabral tjulnje kože, in odplul iz Hobarta na krovu svoje ladje, škuner Hunter .
Obdobje lova na tjulnje je trajalo od 1789 do 1876. Obiske tjulnjev beleži 60 plovil, od katerih so štiri končala v brodolomu. Relikvije iz obdobja lova vključujejo ruševine koč in napise.
Francija je proglasila otok za svoj leta 1843, ko je skupina ribičev z Réuniona, ki jih je zanimala vzpostavitev ribištva na otoku, pritisnila na guvernerja Réuniona, naj prevzame v posest tako otok svetega Pavla kot otok Amsterdam. To je bilo izvedeno z uradnim odlokom z dne 8. junija 1843 in 1. julija je Martin Dupeyrat, poveljnik ladje L'Olympe, pristal na Amsterdamskem otoku in nato 3. julija na otoku dvignil trobojnico. Edini ohranjeni dokaz te trditve je vklesana skala na robu kraterskega jezera z napisom »Pellefournier Emile Mazarin de Noyarez, Grenoble, Canton de Sassenage, Département de l'Isère, 1844«. Vse ribiške dejavnosti pa so bile opuščene leta 1853, ko se je francoska vlada odrekla svoji posesti nad obema otokoma.
Prvi dober zemljevid otoka je bil izdelan šele leta 1857, ko je avstrijska fregata Novara izkrcala ekipo, ki je od novembra do decembra preučevala rastlinstvo, živalstvo in geologijo.
Leta 1871 je na otoku doživela brodolom britanska vojaška ladja HMS Megaera. Večina od 400 oseb na krovu je morala ostati več kot tri mesece, preden so jih rešili. Kratka, impresionistična pripoved o dveh francoskih prebivalcih, na katere je naletela brodolomska posadka, se pojavi v Atlasu oddaljenih otokov Judith Schalansky (2010).
Septembra 1874 je francoska astronomska misija, ki jo je pripeljala jadrnica La Dive, nekaj več kot tri mesece preživela na otoku, da bi opazovala prehod Venere; geolog Charles Vélain je izkoristil priložnost in opravil pomembno geološko raziskavo otoka.
Leta 1889 je Charles Lightoller, ki je pozneje zaslovel kot drugi častnik RMS Titanic, doživel osemdnevni brodolom, ko je jadrnica Holt Hill nasedla. Brodolom in otok opisuje v svoji avtobiografiji Titanik in druge ladje. Lightoller je ugibal, da so pirati uporabljali otok in da bi lahko bil njihov zaklad zakopan v njegovih jamah.
Leta 1892 je posadka francoske ladje Bourdonnais, ki ji je leta 1893 sledila ladja L'Eure, v imenu francoske vlade ponovno prevzela otok svetega Pavla in otok Amsterdam.

### 20. stoletje
Leta 1928 je Compagnie Générale des Íles Kerguelen zaposlila Renéja Bossièra ter več Bretoncev in Malgašev, da bi na otoku postavili tovarno konzerv jastogov, La Langouste Française. Marca 1930, ob koncu druge sezone, je večina zaposlenih odšla, sedem pa jih je ostalo na otoku za varovanje inštalacij, menda le nekaj mesecev. Obljubljena pomoč je prišla veliko prepozno. Ko je ladja decembra 1930 končno prispela, je pet ljudi umrlo, večinoma zaradi pomanjkanja hrane in skorbuta: Pavle Brunou (otrok, rojen na otoku, ki je umrl dva meseca po rojstvu), Emmanuel Puloc'h, François Ramamonzi, Victor Brunou in Pierre Quillivic. Rešeni so bili le trije preživeli. Ta dogodek je od takrat postal znan kot Les Oubliés de Saint-Paul (pozabljeni na sv. Pavlu). 
Nekaj let kasneje, leta 1938, je na otoku obtičala posadka francoske ribiške ladje. Klice v sili, ki jih je posadka pošiljala prek kratkovalovne radijske postaje, so po naključju ujeli 11.000 milj stran v Združenih državah Amerike. Sporočilo je bilo posredovano mornarici in francoskemu konzulu v San Franciscu, medtem ko je 12-letni Neil Taylor, radijski amater iz Kalifornije, stopil v stik z nasedlo posadko in jim zagotovil, da je pomoč na poti.

## Okolje
Otok ima hladno oceansko podnebje in pobočja vulkana so prekrita s travo. Je kraj za razmnoževanje subantarktičnih morskih tjulnjev (Arctocephalus tropicalis), južnih morskih slonov in skalnih pingvinov (Eudyptes chrysocome). Pred uvedbo eksotičnih plenilcev in rastlinojedih živali, vključno s črnimi podganami, hišnimi mišmi, divjimi kunci (Oryctolagus cuniculus), prašiči in kozami v 19. stoletju ali prej, je bilo tudi mesto razmnoževanja endemične neleteče race in več vrst viharnikov. Prašiči in koze so od takrat izginili ali pa so bili izkoreninjeni. Črne podgane so bile iztrebljene januarja 1997 po padcu 13,5 ton antikoagulantnih vab iz zraka nad otok.

### Pomembno območje za ptice
Otok s sosednjim otočkom Quille Rock je Bird Life International označil kot pomembno območje za ptice (IBA), ker tu gnezdi več morskih ptic. Ptice subtropske lege otoka se razlikuje od ptic subantarktičnih otokov in vsebuje več gnezdečih vrst, ki so v regiji redke. Morske ptice otoka svetega Pavla so gnezdile predvsem na skali Quille Rock, dokler ni izkoreninjenje podgan omogočilo nekaterim vrstam, zlasti Macgillivrayjevim prionom (podvrsta Salvinovega priona - Pachyptila salvini) in viharniku Pterodroma macroptera, da ponovno naselijo glavni otok. Druge vrste vključujejo kolonijo približno 9000 parov pingvinov severnih skakačev (Eudyptes moseleyi), približno 20 parov sajastih albatrosov (Phoebetria fusca), nekaj parov indijskih rumenonosih albatrosov (Thalassarche carteri) in majhno število avstralazijskih ganetov (Morus serrator), pravljičnih prionov (Pachyptila turtur), malih viharnikov (Puffinus assimilis) in vražjih viharnikov (Ardenna carneipes), Wilsonovega viharnih petrelov in čigre Onychoprion fuscatus. Otok je morda nekoč imel vrsto rac, kot jo prikazuje slika iz leta 1793.  Vendar ni jasno, ali je to sovrsta z amsterdamsko raco (Anas marecula) ali ločen takson. Vendar pa niso našli nobenega primerka, zato obstoja tega ni mogoče dokazati.

## Poglej tudi
- Seznam vulkanov v francoskih južnih in antarktičnih deželah
- Upravna razdelitev Francije
- Francoski čezmorski departmaji in ozemlja
- Otoki v Indijskem in Tihem oceanu pod nadzorom Francije
- Seznam antarktičnih in subantarktičnih otokov
- Travišča, savana in makija zmernega pasu